# Rodrigo de Castro, o de Monsanto
Rodrigo de Castro, mais conhecido por o de Monsanto, por vezes dito D. Rodrigo de Monsanto (c. 1440 - depois de 1502), senhor de Valhelhas e Almendra, militar português, capitão de Tânger.

## Descrição
De grande bravura e heroicidade, era considerado por D. Afonso V de Portugal como o tipo ideal do Fidalgo Cavaleiro.

## Brasão
D. Rodrigo de Castro era filho bastardo de D. Álvaro de Castro, 1.º Conde de Monsanto, morto na tomada de Arzila, em  24 de Agosto de 1471. Levava como emblema a torre da Babilônia e dizia, fazendo certamento alusão à sua bastardia :
| “ | Es tan baxa mi ventura y tan alto el edificio que no basta mi servicio. | ” |
|   | — Vida e Feitos D' El-Rey Dom João Segundo.                             |   |

## Arzila
D. António Caetano de Sousa, na sua História genealógica diz que "Foy hum dos esforçados Cavalleiros do seu tempo ; e conhecido pelo nome de Monsanto : servio em Africa com valor, e fortuna; foy Capitão da Praça de Arzilla , onde teve occasioens com os Mouros, em que conseguio vitoria, e applausos: foy Senhor de Valhelhas, Famelicaõ , e Almendra, Alcaide môr da Covilhãa, que lhe deu o Conde seu pay , e Embaixador delRey D. Manoel ao Papa Alexandre VI. Teve grande estimação ; porque era dotado de singular talento, entendimento, e prudência; de sorte, que elle foy hum dos dous Fidalgos, por quem o Grande D. Francisco de Almeida , Vice-Rey da Índia, dizia, que só se podia fallar, D. Rodrigo, e o Prior do Crato seu irmaõ (D. Diogo Fernandes Almeida)."
Apesar dessa menção, não se encontra outro registo onde é dado como Capitão e Governador de Arzila, mas sim de Tânger. É provavel que tenha vivido em Arzila e comandado alguma vez, já que era casado com D. Maria Coutinho, sobrinha de D. Vasco Coutinho, que longos anos governou esta cidade, mas que várias vezes durante o seu governo esteve ausente.

## Capitão e Governador de Tânger
Segundo a chancelaria de D. Manuel (liv. 37.°, fl.2), D. João de Meneses (conde de Tarouca) tornou a ser provido na capitania de Tânger (depois do seu mandato de 1486 a 1489) , de propriedade por carta de 18 de Janeiro de 1501. Mas chamado por D. Manuel, para ajudar Veneza,  em 15 de Junho desse mesmo ano de 1501, D. João de Meneses comanda uma armada para socorrer os venezianos, contra o Turco... É portanto nessa ocasião, que D. Rodrigo ocupa de facto a capitania de Tânger.
D. Fernando de Meneses, na sua História de Tânger, fala dele como capitão desta cidade, a quem D. João de Meneses (de Cantanhede), capitão interim de Arzila, aprendendo que o rei de Fez (Mulei Xeque) e seu irmão com uma armada de doze mil homens, avançava sobre Tânger, não achou melhor maneira de o prevenir , não tendo tempo de o avisar por mar, e os caminhos ocupados pelos mouros,  que utilisar uma cadela : "sabendo que um cavaleiro de Tânger tinha deixado em Arzila uma cadela, mandou que lhe puzessem ao pescoço uma carta numa caixa de cera, porque o rio de  Tagadarte (Tagmadert) e outros havia de passar. Com estas noticias, já proximo da noite, ordenou que a conduzissem à praia y a açoutassem duramente, com o que saíu furiosa e chegou a Tânger antes de amanhecer, apesar das sete léguas que havia entra as duas cidades.
"Lidas as cartas mandou Dom Rodrigo por a todos as armas, e logo começaram a aparecer no campo as tropas do rei. Saíu D. Rodrigo para impedir o dano que recebiam os lavradores e para se não perder o gado que não se tinha podido recolher por falta de tempo.
"Carregaram tanto sobre ele os mouros que esteve em grande perigo de perder-se ; pelejou em campo aberto mais de duas horas, e depois de lhe matarem um filho e oito cavaleiros, e ele mesmo têr recebido no rosto uma lançada, retirou-se para as tranqueiras" conseguindo refugiar-se na cidade. O último dos seus homens foi Lopo Martins [ ou Ruy Martinz, segundo Pedro de Mariz ], que "fechando meia porta, ficou só com a lança na mão, impedindo que por a outra lhe entrassem muitos mouros que o pretendiam.  (...) Susteve a luta com os mouros até que foi socorrido por muitos a quem dera ânimos este exemplo. Com isto os mouros retiraram-se com perdas consideraveis, aumentadas pelo dano que recebiam desde a muralha."
O rei de Fez ficou quatro dias no campo, combatendo a cidade por toda a parte, mas afinal desistiu e foi contra Arzila,  onde o esperou D. João de Meneses.
A batalha têve lugar em 1501 ou 1502, a 6 de Março.
Continua D. Fernando de Menezes, dizendo que não descobriu mais memórias de D. Rodrigo.

## Embaixador em Roma
Foi Embaixador à Corte de Roma, nos Estados Pontifícios, por nomeação de D. Manuel I de Portugal, onde foi muito considerado pelo Papa Alexandre VI, etc.

## Poeta doCancioneiro Geralde Garcia de Resende
Foi igualmente Poeta, constando do Cancioneiro Geral de Garcia de Resende.

## Romance
É o protagonista do romance O Castelo de Monsanto, de Guilhermino Augusto de Barros.

## Descendência
Casou como já foi dito com D. Maria Coutinho, filha de D. Fernando Coutinho, Marechal de Portugal.
Desta união nasceram os filhos seguintes:
- D. Francisco De Castro, que os Mouros matarão em África, quando seu pay governava Arzilla,[2]
- D. Joana, D. Guiomar, D. Isabel, e D. Antónia de Castro.

De outra mulher teve mais dois filhos: 
D. Jorge e D. Cristóvão de Castro, bispo de Portalegre.
E com Joana de Castro, têve por fim outro D. Francisco de Castro, nascido pelos anos 1490.